# Atelier (videójáték-sorozat)
Az Atelier szerepvideójáték-sorozat, melyet a Gust fejleszt 1997 óta, elsősorban a PlayStation konzolcsalád asztali tagjaira, bár a játékokból hordozható változat is készült különböző kézikonzolokra és mobiltelefonos platformokra. A sorozat két játékát átportolták Sega Saturn és Dreamcast konzolokra, illetve Windows alapú személyi számítógépekre. A sorozat kezdeti játékai elsősorban csak Japánban jelentek meg, azonban a 2004-es Atelier Iris: Eternal Mana óta a sorozat összes főjátékát, illetve azok feljavított átiratainak nagy részét nyugaton is kiadták. A játéksorozat alapkoncepciójául az „atelier”, azaz egy művész műhelyének definíciója szolgál; erősen az alkímia művészete körül forog, és megköveteli a játékostól, hogy különböző tárgyakat kutasson fel és gyűjtsön össze, hogy ezek kombinálásával jobb tárgyakat hozzon létre, amelyek segítségével továbbhaladhat a játékban. A sorozat alapján négy mangaadaptáció is készült Ocsi Josihiko, illetve Abeno Csako tollából, valamint egy animeadaptáció is a Studio Gokumi gyártásában.

## Visszatérő elemek
Az Atelier sorozat az alkímia használata köré épül fel. A játékosok a játék főszereplőjét irányítják annak világát bejárva az alkímia receptekben leírt tárgyak után kutatva, melyekkel új tárgyakat, köztük főzési összetevőket, gyógyítótárgyakat, eszközöket, fegyvereket, páncélokat vagy kiegészítőket készíthetnek. A szintetizált tárgyakra gyakran szükség van az erősebb vagy hatékonyabb tárgyak alkímián keresztüli megalkotásához. A sorozat több játéka lehetőséget biztosít arra, hogy a recept egyik alkotóelemének tulajdonságait megörökölhessék a szintetizált elemek. A receptek gyakran megengedik az alkotóelemek helyettesítését más tárgyakkal, ami a szintetizált tárgy jobb tulajdonságaihoz vagy akár teljesen új receptek felfedezéséhez is vezethet.
A sorozat játékaiban általában körökre osztott harcrendszer van, amelyben az alkímiával előállított tárgyak is szerepet játszanak, amelyek vagy megnövelik a szereplők képességeit, vagy egyszerűen támadó, védekező vagy támogatótárgyként lehet őket felhasználni.
A sorozat játékainak története könnyed és humoros, a konfliktus gyakran más forrásból ered, mint a főgonosz és a játékos szereplők nagy csapatával járhatja be a világot. A sorozat legtöbb játékban a játékosnak egy megadott játékbeli időintervallumon belül kell teljesítenie egy vagy több főküldetést vagy egyéb kisebb feladatokat, így például tárgyak összegyűjtését. A barangolás vagy a szintetizálás időt vesznek el, a játék főfeladatinak időn belüli teljesítésének elmulasztása a játék hirtelen végéhez vagy a rossz megnyeréséhez vezethet.

## Játékok
Az Atelier sorozatban huszonkettő főjáték van, melyek nyolc alsorozatra vannak felbontva. Három játék van a Salburg, kettő a Gramnad, három az Iris, kettő a Mana Khemia, négy az Arland, három a Dusk, három a Mysterious és kettő a Secret alsorozatban.
| Cím (kódnév) | Sorozat     | Platform                                     | Japán      | Észak-Amerika | Európa     | Ausztrália |
| --- | ----------- | -------------------------------------------- | ---------- | ------------- | ---------- | ---------- |
| Marie no Atelier: Salburg no renkindzsucusi (マリーのアトリエ 〜ザールブルグの錬金術士〜)                                         | Salburg     | PlayStation                                  | 1997-05-23 | —             | —          | —          |
| Elie no Atelier: Salburg no renkindzsucusi 2 (エリーのアトリエ 〜ザールブルグの錬金術士2〜)                                       | Salburg     | PlayStation                                  | 1998-12-17 | —             | —          | —          |
| Lilie no Atelier: Salburg no renkindzsucusi 3 (A3) (リリーのアトリエ 〜ザールブルグの錬金術士3〜)                                 | Salburg     | PlayStation 2                                | 2001-06-21 | —             | —          | —          |
| Judie no Atelier: Gramnad no renkindzsucusi (A4) (ユーディーのアトリエ 〜グラムナートの錬金術士〜)                                | Gramnad     | PlayStation 2                                | 2002-06-27 | —             | —          | —          |
| Viorate no Atelier: Gramnad no renkindzsucusi 2 (A5) (ヴィオラートのアトリエ 〜グラムナートの錬金術士2〜)                         | Gramnad     | PlayStation 2                                | 2003-06-26 | —             | —          | —          |
| Atelier Iris: Eternal Mana (A6) (イリスのアトリエ エターナルマナ)                                                                 | Iris        | PlayStation 2                                | 2004-05-27 | 2005-06-28    | 2006-03-17 | 2006-03-23 |
| Atelier Iris 2: The Azoth of Destiny (A7) (イリスのアトリエ エターナルマナ2)                                                      | Iris        | PlayStation 2                                | 2005-05-26 | 2006-04-26    | 2006-09-29 | 2006-10-12 |
| Atelier Iris 3: Grand Phantasm (A8) (イリスのアトリエ グランファンタズム)                                                         | Iris        | PlayStation 2                                | 2006-06-29 | 2007-05-29    | 2007-08-03 | 2006-07-26 |
| Mana Khemia: Alchemists of Al-Revis (A9) (マナケミア 〜学園の錬金術士たち〜)                                                      | Mana Khemia | PlayStation 2                                | 2007-06-21 | 2008-04-01    | 2009-03-27 | —          |
| Mana Khemia 2: Fall of Alchemy (A10) (マナケミア2 〜おちた学園と錬金術士たち〜)                                                   | Mana Khemia | PlayStation 2                                | 2008-05-29 | 2009-08-25    | —          | —          |
| Atelier Rorona: The Alchemist of Arland (A11) (ロロナのアトリエ 〜アーランドの錬金術士〜)                                         | Arland      | PlayStation 3                                | 2009-06-25 | 2010-09-28    | 2010-10-22 | 2010-10-28 |
| Atelier Totori: The Adventurer of Arland (A12) (トトリのアトリエ 〜アーランドの錬金術士2〜)                                       | Arland      | PlayStation 3                                | 2010-06-24 | 2011-09-27    | 2011-09-30 | 2011-10-06 |
| Atelier Meruru: The Apprentice of Arland (A13) (メルルのアトリエ 〜アーランドの錬金術士3〜)                                       | Arland      | PlayStation 3                                | 2011-06-23 | 2012-05-29    | 2012-05-25 | 2012-05-31 |
| Atelier Ayesha: The Alchemist of Dusk (A14) (アーシャのアトリエ ～黄昏の大地の錬金術士～)                                         | Dusk        | PlayStation 3                                | 2012-06-28 | 2013-03-05    | 2013-03-08 | 2013-03-07 |
| Atelier Escha & Logy: Alchemists of the Dusk Sky (A15) (エスカ&ロジーのアトリエ 〜黄昏の空の錬金術士〜)                           | Dusk        | PlayStation 3                                | 2013-06-27 | 2014-03-11    | 2014-03-07 | 2014-03-06 |
| Atelier Shallie: Alchemists of the Dusk Sea (A16) (シャリーのアトリエ 〜黄昏の海の錬金術士〜)                                     | Dusk        | PlayStation 3                                | 2014-07-17 | 2015-03-10    | 2015-03-13 | 2015-03-12 |
| Atelier Sophie: The Alchemist of the Mysterious Book (A17) (ソフィーのアトリエ 〜不思議な本の錬金術士〜)                          | Mysterious  | PS3 (csak Japánban), PS4, PSVita, Windows    | 2015-11-19 | 2016-06-07    | 2016-06-10 | 2016-06-10 |
| Atelier Firis: The Alchemist and the Mysterious Journey (A18) (フィリスのアトリエ ～不思議な旅の錬金術士～)                       | Mysterious  | PS4, PSVita, Windows                         | 2016-11-02 | 2017-03-07    | 2017-03-10 | 2017-03-10 |
| Atelier Lydie & Suelle: The Alchemists and the Mysterious Paintings (A19) (リディー＆スールのアトリエ ～不思議な絵画の錬金術士～) | Mysterious  | PS4, PSVita (csak Japánban), Switch, Windows | 2017-12-21 | 2018-03-27    | 2018-03-30 | 2018-03-30 |
| Atelier Lulua: The Scion of Arland (A20) (ルルアのアトリエ アーランドの錬金術士４)                                                | Arland      | PS4, Switch, Windows                         | 2019-03-20 | 2019-05-21    | 2019-05-24 | 2019-05-24 |
| Atelier Ryza: Ever Darkness & the Secret Hideout (A21) (ライザのアトリエ 常闇の女王と秘密の隠れ家)                                | Secret      | PS4, Switch, Windows                         | 2019-09-26 | 2019-10-29    | 2019-11-01 | 2019-11-01 |
| Atelier Ryza 2: Lost Legends & the Secret Fairy (A22) (ライザのアトリエ２ ～失われた伝承と秘密の妖精～)                           | Secret      | PS4, PS5, Switch, Windows                    | 2020-12-03 | 2021-01-26    | 2021-01-29 | 2021-01-29 |

### Mellékjátékok
A főjátékok mellett számos mellékjáték, így a „kézieszköz-sorozat” (DS) alsorozat három tagja is megjelent a sorozatban.
| Cím (kódnév) | Sorozat | Platform                                     | Japán      | Észak-Amerika | Európa     | Ausztrália |
| --- | ------- | -------------------------------------------- | ---------- | ------------- | ---------- | ---------- |
| Atelier Marie GB (マリーのアトリエGB)                                                                               | Salburg | Game Boy Color                               | 2000-01-08 | —             | —          | —          |
| Atelier Elie GB (マリーのアトリエGB)                                                                                | Salburg | Game Boy Color                               | 2000-01-08 | —             | —          | —          |
| Marie & Elie: Futari no Atelier (マリー&エリー 〜ふたりのアトリエ〜)                                                | Salburg | WonderSwan Color                             | 2001-10-25 | —             | —          | —          |
| Hermina to Culus: Lilie no Atelier mó hitocu no monogatari (ヘルミーナとクルス 〜リリーのアトリエ もう一つの物語〜) | Salburg | PlayStation 2                                | 2001-12-20 | —             | —          | —          |
| Marie, Elie & Anis no Atelier: Szojokaze kara no dengon (マリー、エリー&アニスのアトリエ 〜そよ風からの伝言〜)      | Salburg | Game Boy Advance                             | 2003-01-24 | —             | —          | —          |
| Marie no Charadzsan (マリーのキャラジャン)                                                                          | Salburg | i                                            | 2003-03-10 | —             | —          | —          |
| Marie no Atelier: Puzzle kóbó (マリーのアトリエ・パズル工房)                                                        | Salburg | EZ                                           | 2006-11-02 | —             | —          |            |
| Elie no Atelier: Puzzle kóbó (エリーのアトリエ・パズル工房)                                                         | Salburg | EZ                                           | 2006-11-02 | —             | —          |            |
| Iris no Atelier: Eternal Mana 2 After Episode (イリスのアトリエ エターナルマナ2 After Episode)                      | Iris    | i, S!                                        | 2006-12-01 | —             | —          | —          |
| Lise no Atelier: Orde no renkindzsucusi (DSA1) (リーズのアトリエ 〜オルドールの錬金術士〜)                          | DS      | Nintendo DS                                  | 2007-04-19 | —             | —          | —          |
| Atelier Annie: Alchemists of Sera Island (DSA2) (アニーのアトリエ 〜セラ島の錬金術士〜)                             | DS      | Nintendo DS                                  | 2009-03-12 | 2009-10-27    | —          | —          |
| Lina no Atelier: Strahl no renkindzsucusi (DSA3) (リーナのアトリエ 〜シュトラールの錬金術士〜)                      | DS      | Nintendo DS                                  | 2009-12-22 | —             | —          | —          |
| Marie–Elie no Atelier: Salburg no renkindzsucusi (マリー・エリーのアトリエ 〜ザールブルグの錬金術士〜)              | Salburg | GREE                                         | 2012-02-02 | —             | —          | —          |
| Elkrone no Atelier: Dear for Otomate (エルクローネのアトリエ 〜Dear for Otomate〜)                                  |         | PlayStation Portable                         | 2012-04-12 | —             | —          | —          |
| Atelier Quest Board (アトリエ クエストボード)                                                                       |         | Android, iOS                                 | 2014-10-17 | —             | —          | —          |
| Atelier Online: Alchemist of Bressisle (アトリエ オンライン ～ブレセイルの錬金術士～)                               |         | Android, iOS                                 | 2018-10-03 | 2021          | 2021       | 2021       |
| Nelke and the Legendary Alchemists: Ateliers of the New World (ネルケと伝説の錬金術士たち ～新たな大地のアトリエ～) |         | PS4, PSVita (csak Japánban), Switch, Windows | 2019-01-31 | 2019-03-26    | 2019-03-29 | 2019-03-29 |

### Felújított változatok és átiratok
A sorozat több tagját is újrakészítették vagy átportolták, elsősorban hordozható eszközökre.
| Cím | Sorozat     | Platform                        | Japán      | Észak-Amerika | Európa     | Ausztrália |
| --- | ----------- | ------------------------------- | ---------- | ------------- | ---------- | ---------- |
| Marie no Atelier: Salburg no renkindzsucusi Ver.1.3 (マリーのアトリエ 〜ザールブルグの錬金術士Ver.1.3〜)                                | Salburg     | Sega Saturn                     | 1997-12-11 | —             | —          | —          |
| Marie no Atelier Plus: Salburg no renkindzsucusi (マリーのアトリエPlus 〜ザールブルグの錬金術士〜)                                      | Salburg     | PlayStation                     | 1998-06-04 | —             | —          | —          |
| Marie no Atelier: Salburg no renkindzsucusi (マリーのアトリエ 〜ザールブルグの錬金術士〜)                                               | Salburg     | Windows 95                      | 2000-04-28 | —             | —          | —          |
| Elie no Atelier: Salburg no renkindzsucusi 2 (エリーのアトリエ 〜ザールブルグの錬金術士2〜)                                             | Salburg     | Windows 95                      | 2000-04-28 | —             | —          | —          |
| Marie & Elie no Atelier: Salburg no renkindzsucusi 1–2 (マリー&エリーのアトリエ 〜ザールブルグの錬金術士1・2〜)                         | Salburg     | Dreamcast                       | 2001-11-15 | —             | —          | —          |
| Lilie no Atelier Plus: Salburg no renkindzsucusi 3 (リリーのアトリエPLUS 〜ザールブルグの錬金術士3〜)                                   | Salburg     | PlayStation 2                   | 2002-04-04 | —             | —          | —          |
| i Marie no Atelier: Salburg no renkindzsucusi (iマリーのアトリエ ～ザールブルグの錬金術師～)                                            | Salburg     | i                               | 2003-12-15 | —             | —          | —          |
| Marie no Atelier (マリーのアトリエ) | Salburg     | au BREW                         | 2003-      | —             | —          | —          |
| Elie no Atelier (エリーのアトリエ) | Salburg     | au BREW                         | 2003-      | —             | —          | —          |
| Lilie no Atelier (リリーのアトリエ) | Salburg     | au BREW                         | 2003-      | —             | —          | —          |
| Marie no Atelier (マリーのアトリエ) | Salburg     | EZ                              | 2004-06-03 | —             | —          | —          |
| Marie+Elie no Atelier: Salburg no renkindzsucusi 1–2 (アトリエ マリー+エリー 〜ザールブルグの錬金術士1・2〜)                            | Salburg     | PlayStation 2                   | 2005-10-27 | —             | —          | —          |
| Marie no Atelier (マリーのアトリエ) | Salburg     | Vodafone Live!                  | 2006-04-03 | —             | —          | —          |
| Marie no Atelier (マリーのアトリエ) | Salburg     | S!                              | 2006-06-03 | —             | —          | —          |
| Elie no Atelier: Puzzle kóbó (エリーのアトリエ・パズル工房)                                                                             | Salburg     | S!                              | 2007-03-01 | —             | —          |            |
| Elie no Atelier (エリーのアトリエ) | Salburg     | S!                              | 2007-04-   | —             | —          | —          |
| Marie no Atelier Plus: Salburg no renkindzsucusi (マリーのアトリエPlus 〜ザールブルグの錬金術士〜)                                      | Salburg     | PlayStation Network             | 2007-12-26 | —             | —          | —          |
| Elie no Atelier: Salburg no renkindzsucusi 2 (エリーのアトリエ 〜ザールブルグの錬金術士2〜)                                             | Salburg     | PlayStation Network             | 2008-03-21 | —             | —          | —          |
| Mana Khemia: Student Alliance (マナケミア 〜学園の錬金術士たち〜PORTABLE+)                                                              | Mana Khemia | PlayStation Portable            | 2008-09-25 | 2009-03-10    | 2009-03-27 | —          |
| Mana Khemia 2: Ocsita gakuen to renkindzsucusi-tacsi Portable Plus (マナケミア2 〜おちた学園と錬金術士たち〜 PORTABLE+)                 | Mana Khemia | PlayStation Portable            | 2009-10-01 | —             | —          | —          |
| Judie no Atelier: Gramnad no renkindzsucusi: Toravare no morito (ユーディーのアトリエ 〜グラムナートの錬金術士〜 囚われの守人)          | Gramnad     | PlayStation Portable            | 2010-04-08 | —             | —          | —          |
| Viorate no Atelier: Gramnad no renkindzsucusi 2: Gundzsó no omoide (ヴィオラートのアトリエ〜グラムナートの錬金術士2〜群青の思い出)      | Gramnad     | PlayStation Portable            | 2011-02-03 | —             | —          | —          |
| Atelier Totori Plus: The Adventurer of Arland (トトリのアトリエ Plus 〜アーランドの錬金術士2〜)                                         | Arland      | PlayStation Vita                | 2012-11-29 | 2013-04-16    | 2013-04-17 | 2013-04-17 |
| Atelier Meruru Plus: The Apprentice of Arland (メルルのアトリエ Plus 〜アーランドの錬金術士3〜)                                         | Arland      | PlayStation Vita                | 2013-03-20 | 2013-10-01    | 2013-10-02 | 2010-10-02 |
| Atelier Rorona Plus: The Alchemist of Arland (新・ロロナのアトリエ はじまりの物語〜アーランドの錬金術士〜)                              | Arland      | PlayStation Vita, PlayStation 3 | 2013-11-21 | 2014-06-22    | 2014-06-30 | 2014-06-30 |
| Atelier Ayesha Plus: The Alchemist of Dusk (アーシャのアトリエPlus 〜黄昏の大地の錬金術士〜)                                            | Dusk        | PlayStation Vita                | 2014-03-27 | 2015-02-10    | 2015-02-11 | 2015-02-11 |
| Atelier Escha & Logy Plus: Alchemists of the Dusk Sky (エスカ&ロジーのアトリエ Plus ～黄昏の空の錬金術士～)                             | Dusk        | PlayStation Vita                | 2015-01-22 | 2016-01-19    | 2015-01-20 | 2016-01-20 |
| Sin Rorona no Atelier: Hadzsimari no monogatari: Arland no renkindzsucusi (新・ロロナのアトリエ はじまりの物語〜アーランドの錬金術士〜) | Arland      | Nintendo 3DS                    | 2015-06-04 | —             | —          | —          |
| Atelier Shallie Plus: Alchemists of the Dusk Sea (シャリーのアトリエ Plus〜黄昏の海の錬金術士〜)                                        | Dusk        | PlayStation Vita                | 2016-03-03 | 2017-01-17    | 2017-01-20 | 2017-01-20 |
| Marie no Atelier Plus: Salburg no renkindzsucusi (マリーのアトリエPlus 〜ザールブルグの錬金術士〜)                                      | Salburg     | Android, iOS                    | 2018-02-28 | —             | —          | —          |
| Atelier Arland Series Deluxe Pack (アトリエ ～アーランドの錬金術士1・2・3～ DX)                                                         | Arland      | PS4 Switch Windows              | 2018-09-20 | 2018-12-04    | 2018-12-04 | 2018-12-04 |
| Atelier Dusk Trilogy Deluxe Pack (アトリエ ～黄昏の錬金術士 トリロジー～ DX)                                                            | Dusk        | PS4 Switch Windows              | 2019-12-25 | 2020-01-14    | 2020-01-14 | 2020-01-14 |
| Atelier Mysterious Trilogy Deluxe Pack (アトリエ ～不思議の錬金術士 トリロジー～ DX)                                                    | Mysterious  | PS4 Switch Windows              | 2021-04-22 | 2021-04-22    | 2021-04-22 | 2021-04-22 |

#### Egyebek
- Marlone (Marie no Atelier), Liliane Vehlendorf, Rozeluxe Meitzen, Whim és Rewrich Wallach (Mana Khemia 2) szerepel a 2008-ban megjelent Cross Edge című videójátékban.[126][127]
- Viorate Platane (Viorate no Atelier) szerepel a 2009-ben megjelent Trinity Universe című videójátékban.[128]
- A 2010-ben megjelent Hyperdimension Neptunia című videójátékban és folytatásában, a 2011-ben megjelent Hyperdimension Neptunia Mk2-ben a Gust nevű szereplő legtöbb képessége az Atelier-sorozatra tesz utalást, alattuk számos Atelier-szereplő megjelenik.[129] Gust egyik kosztümje hasonlít egy több Atelier-játékban is látható ruhadarabra, illetve elmondása szerint Salburgból, az első három Atelier-játék helyszínéről származik. Mindezek mellett hobbija, hogy furcsa alapanyagokból készít tárgyakat, ezzel is utalva az Atelier sorozat alkímiaközpontúságára.
- A 2012-ben indult My Gamecity Card Collection című böngészős gyűjtögetős kártyajátékban 2015 januárjáig több, mint 170 Atelier-szereplőt mintázó kártya volt az Arland- és a Dusk-játékok alapján.[130]
- A 2013-ban megjelent Kaku-szan-szei Million Arthur című videójátékban számos Atelier Rorona-szereplő feltűnt, így Astrid Zexis, Rorolina Frixell, Cordelia von Feuerbach, Lionela Heinze vagy Pamela Ibis, de az Atelier-játékok egyik hétköznapi lényei, a punik is megjelentek a játékban.[131]
- Sterkenburg Cranach (Atelier Meruru) játszható szereplőként jelenik meg a 2013-ban kiadott Warriors Orochi 3 Ultimate című videójátékban.[132]
- A 2013-ban megjelent Dynasty Warriors 8: Xtreme Legends című videójátékban Vang Jüncsi egyik választható ruházata Rorolina Frixellét (Atelier Rorona) mintázza.[133]
- A 2014-ben megjelent Deception IV: Blood Ties című videójáték egyik választható ruházata Totooria Helmoldét (Atelier Totori) mintázza.[134]
- A Chain Chronicle című szerepjáték 2014 szeptemberi frissítésében választható szereplőként bekerült Ayesha Altugle (Atelier Ayesha), Escha Malier, Logix Fiscario és Awin Sidelet (Atelier Escha & Logy), Shallistera Argo és Shallotte Elminus (Atelier Shallie), valamint Wilbell voll Erslied (Dusk alsorozat),[135] akiket 2015 októberében Rorolina Frixell és Cordelia von Feuerbach (Atelier Rorona), Merurulince Rede Arls, Keina Swaya és Sterkenburg Cranach (Atelier Meruru), illetve Totooria Helmold és Mimi Houllier von Schwarzlang (Atelier Totori) követett.[136]
- A 2017-ben megjelent Warriors All-Stars című hack and slash játékban játszható szereplőként kapott helyet Sophie Neuenmuller és Plachta (Atelier Sophie).[137][138]
- Az Everybody’s Golf című golfjátékban 2018. április 19. és 2018. május 17. között Lydie Malen és Suelle Malen (Atelier Lydie & Suelle) ruházatát mintázó ruhadarabok voltak elérhetőek.[139]
- A 2020-ban megjelent Romance of the Three Kingdoms XIV című körökre osztott stratégiai játékban választható szereplőportéként kapott helyet Reisalin Stout, Lent Marslink, Tao Mongarten, Klaudia Valentz, Empel Vollmer és Lila Decyrus (Atelier Ryza).[140]
- A 2020-ban megjelent Fairy Tail című szerepjátékban Lucy Heartfilia egyik választható ruházata Reisalin Stoutét (Atelier Ryza) mintázza.[141]

## Anime- és mangaadaptációk
A sorozat alapján három mangasorozatot is írt Ocsi Josihiko; az első az öt kötetbe összegyűjtött Marie to Elie Atelier: Salburg no renkindzsucusi, melyet az Enterbrain jelentetett meg Japánban, az Egmont Németországban, a Ki-oon Franciaországban és a Tokyopop az Egyesült Államokban. A sorozatot később újraszerkesztették és 2007. július 25-én két tankóbon kötetbe gyűjtve újra megjelentették. A mangát 2007-ben Marie to Elie Atelier: Salburg no renkindzsucusi Second Season címmel folytatták tovább, 2018 februárjáig nyolc kötet jelent meg belőle. 2005-ben Viorate no Atelier: Kiterecu muraokosi címmel egy one shot mangát is megjelentett az Enterbrain.
2014 márciusában az ASCII Media Works kiadásában jelent meg Abeno Csako Escha & Logy no Atelier: Taszogare no szora no renkindzsucusi című mangája, melyből 2015 januárjáig két kötet jelent meg. A sorozatban átdolgozták a játék történetét, hogy a mellékszereplők nagyobb hangsúlyt kaphassanak. Az Atelier Escha & Logyból a Studio Gokumi egy tizenkét részes animeadaptációt is készített Ivaszaki Josikai rendezésében, amit a Tokyo MX televízióadó tűzött műsorára 2014. április 10-e és 2014. június 26-a között.
A Súkan Famicú 2020. szeptember 17-én megjelent lapszámában Ryza no Atelier: Tokojami no dzsoó to himicu no kakurega címmel Riicsu mangasorozatot indított.